# تي. غاري باكلي
تي. غاري باكلي هو سياسي أمريكي، ولد في 13 سبتمبر 1922 في ألباني في الولايات المتحدة، وتوفي في 23 مايو 2012 في ستو في الولايات المتحدة بسبب مرض. نشط حزبياً في الحزب الجمهوري. وقد انتخب عضو مجلس ولاية فيرمونت ‏.